# ワルサーTPH
ワルサーTPおよびワルサーTPH（Walther TP / TPH）は、ドイツのワルサーが製造している.22LR弾または.25ACP弾を使用する小型の自動式拳銃である。TPはドイツ語でTaschen Pistolen、TPHはTaschen Pistole Hahn、または「ポケットピストルハンマー」の意。TPは1961年から1971年まで生産され、改良型のTPHは1968年から現在まで生産されている。

## 設計
作動方式はストレートブローバックで、ブリーチロック機構は持たない。銃身はフレームに固定され、リコイルスプリングは銃身の周りに組み入れられ、スライドによって保持・圧縮される。またエクストラクターはL字型の鋼片で、スプリングに支持され、撃針の横のフレーム右側の溝に配置されている。マガジンイジェクターはマガジンウェルの後ろのブリーチブロック左側に配置されている。

スライドの左側面には、マニュアルセーフティが配置されており、セーフティを下ろすと安全位置、上げると発射位置になり赤いマークが現れる。

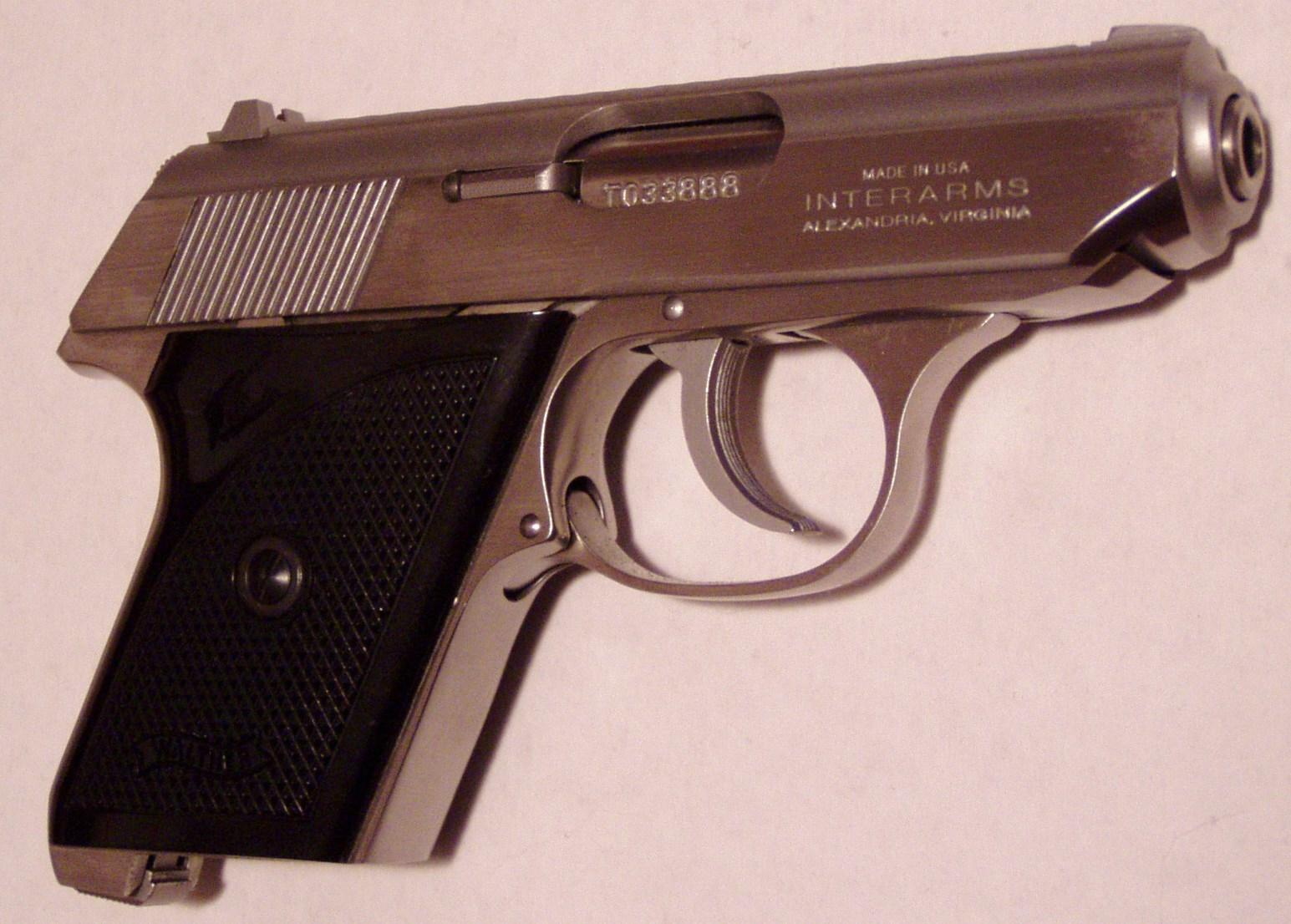
ワルサーTPH.22LR, 右側から。
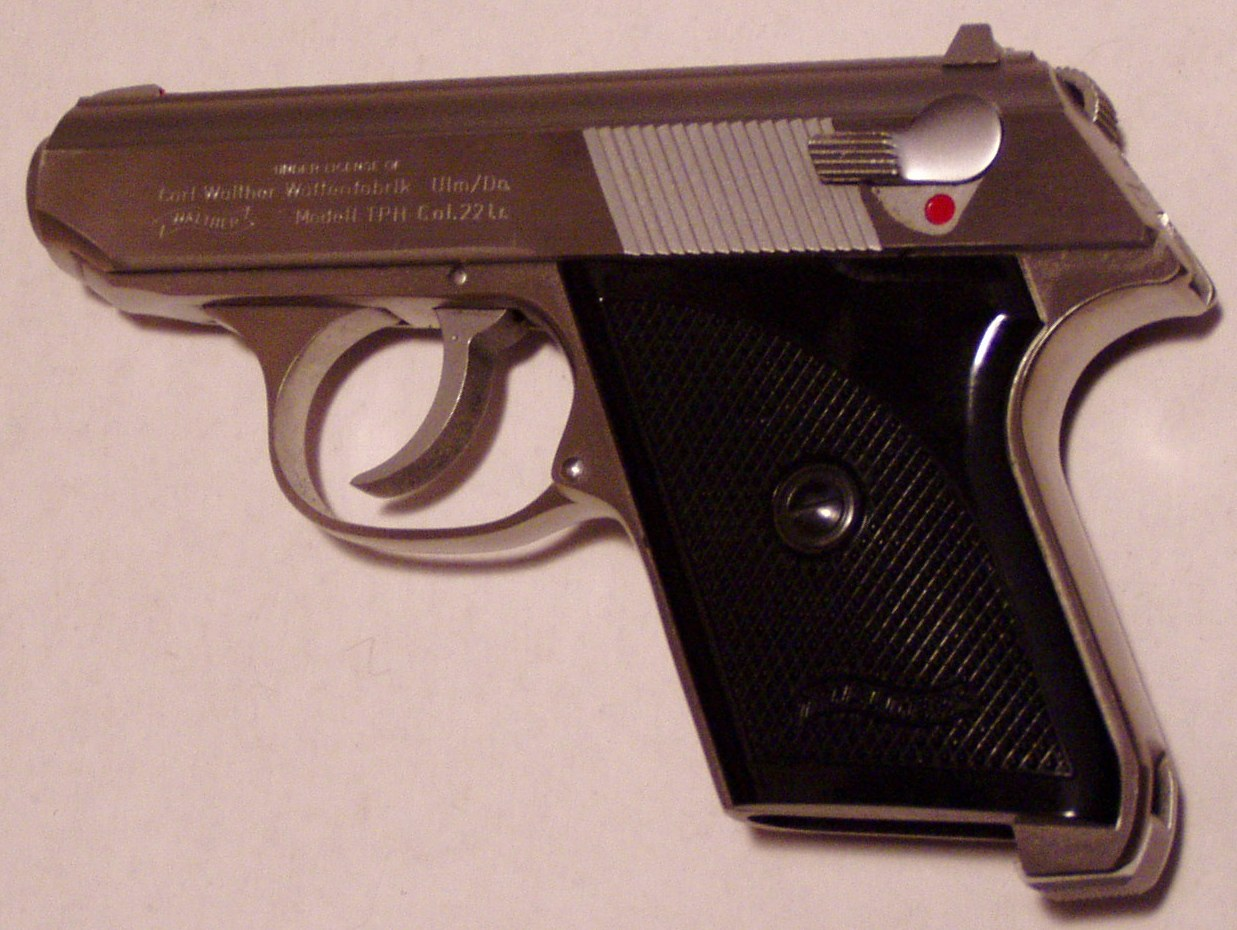
ワルサーTPH.22LR, 左側にセーフティが付いている。
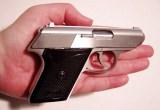
ワルサーTPH.22LR, 手との比較からコンパクトさがうかがえる。